# Ferreyres
Ferreyres ist eine politische Gemeinde im Bezirk Morges des Kantons Waadt in der Schweiz.

## Geographie
Ferreyres liegt auf 560 m ü. M., 16 km nördlich der Bezirkshauptstadt Morges (Luftlinie). Das Haufendorf erstreckt sich an einem nach Süden geneigten Hang über dem Tal der Venoge, im Waadtländer Mittelland, am Fuss des Juras.
Die Fläche des 3,1 km² grossen Gemeindegebiets umfasst einen Abschnitt der westlichen Randzone des Waadtländer Mittellandes. Die südliche Grenze verläuft entlang der Venoge, die durch ein in die Hänge am Jurafuss eingetieftes Tal fliesst. Von der Venoge erstreckt sich der Gemeindeboden nordwärts auf die Höhe von Les Aleveys (bis 590 m ü. M.), nach Nordwesten über das Tälchen der Voualève (linker Seitenbach der Venoge) und den unteren Jurahang hinauf, der dicht bewaldet ist (La Bossenaz). Der höchste Punkt von Ferreyres liegt auf 697 m ü. M. Von der Gemeindefläche entfielen 1997 5 % auf Siedlungen, 42 % auf Wald und Gehölze, 52 % auf Landwirtschaft und rund 1 % war unproduktives Land.
Zu Ferreyres gehören einige Einzelhöfe. Nachbargemeinden von Ferreyres sind La Sarraz, Chevilly, Moiry, Romainmôtier-Envy und eine Exklave von Croy.

## Bevölkerung
Mit 319 Einwohnern (Stand 31. Dezember 2023) gehört Ferreyres zu den kleinen Gemeinden des Kantons Waadt. Von den Bewohnern sind 89,6 % französischsprachig, 5,4 % deutschsprachig und 2,3 % italienischsprachig (Stand 2000). Die Bevölkerungszahl von Ferreyres belief sich 1850 auf 164 Einwohner, 1900 auf 157 Einwohner. Seit 1980 (125 Einwohner) wurde eine rasche Bevölkerungszunahme mit einer Verdoppelung der Einwohnerzahl innerhalb von 20 Jahren beobachtet.

## Wirtschaft
Ferreyres war bis in die zweite Hälfte des 20. Jahrhunderts ein vorwiegend durch die Landwirtschaft geprägtes Dorf. Noch heute haben der Ackerbau und der Obstbau eine wichtige Bedeutung in der Erwerbsstruktur der Bevölkerung. Weitere Arbeitsplätze sind im lokalen Kleingewerbe und im Dienstleistungssektor vorhanden. In Croset an der Venoge bestand früher eine Mühle, heute befindet sich dort eine Sägerei. In den letzten Jahrzehnten hat sich das Dorf auch zu einer Wohngemeinde entwickelt. Viele Erwerbstätige sind deshalb Wegpendler, die in den umliegenden Orten sowie im Grossraum Lausanne arbeiten.

## Verkehr
Die Gemeinde liegt abseits grösserer Durchgangsstrassen, an einer Verbindungsstrasse, welche von La Sarraz nach L’Isle führt. Durch einen Postautokurs, der auf dieser Strecke verkehrt, ist Ferreyres an das Netz des öffentlichen Verkehrs angebunden.

## Geschichte
Das Gemeindegebiet von Ferreyres war schon sehr früh besiedelt. Im Wald von Bossenaz wurden von der Latènezeit bis um 600 nach Christus, auf dem Gebiet des heutigen Dorfes in der Zeit von 500 bis 800 nach Christus zahlreiche Eisenschmelzöfen betrieben. Ferner entdeckte man ein Gräberfeld aus dem Frühmittelalter und einen Münzschatz aus dem 11./12. Jahrhundert. Die erste urkundliche Erwähnung des Ortes erfolgte 814 unter dem Namen Forrarias. Später erschienen die Bezeichnungen Ferrieris (978), Villa Ferrerias (981), Ferrarias (1049), Ferreria (1141) und Ferreres (1174). Der Ortsname geht auf die frühere Tätigkeit, das Eisenschmelzen (von lateinisch ferrum, Eisen), zurück.
Im Mittelalter besassen das Lausanner Domkapitel, das Kloster Romainmôtier und die Abtei Saint-Maurice Güter auf dem Gebiet von Ferreyres. Nachdem das Dorf kurzzeitig den Herren von Grandson gehört hatte, kam es 1130 wieder an das Priorat Romainmôtier. Seit 1141 unterstand Ferreyres der Herrschaft La Sarraz.
Mit der Eroberung der Waadt durch Bern im Jahr 1536 kam Ferreyres unter die Verwaltung der Vogtei Romainmôtier. 1598 wurde es der Gemeinde La Sarraz angegliedert. Nach dem Zusammenbruch des Ancien Régime gehörte Ferreyres von 1798 bis 1803 während der Helvetik zum Kanton Léman, der anschliessend mit der Inkraftsetzung der Mediationsverfassung im Kanton Waadt aufging. 1798 wurde es dem Bezirk Cossonay zugeteilt. Erst 1818 wurde Ferreyres wieder eine selbständige Gemeinde.

## Sehenswürdigkeiten
Im Ortskern sind einige charakteristische Bauernhäuser aus dem 16. bis 19. Jahrhundert erhalten. Ferreyres besitzt keine eigene Kirche, es gehört seit der Reformation zur Pfarrei La Sarraz.